# Tolosa, Tây Ban Nha
Tolosa là một đô thị trong tỉnh Guipúzcoa thuộc cộng đồng tự trị Xứ Basque, Tây Ban Nha.

## Người nổi tiếng
Xabi Alonso
Mikel Alonso